# Élections municipales de 2001 dans le Gard
Les élections municipales ont eu lieu les 9 et 16 mars 2001.

## Résultats généraux
Dans les deux villes les plus importantes, à Alès et Nîmes, Max Roustan est réélu et Jean-Paul Fournier l'emporte, confirmant la « vague bleue » nationale.
| Commune                 | Maire sortant          | Parti | Parti | Maire élu              | Parti | Parti |
| ----------------------- | ---------------------- | ----- | ----- | ---------------------- | ----- | ----- |
| Aigues-Mortes           | René Jeannot           |       | DVD   | René Jeannot           |       | DVD   |
| Alès                    | Max Roustan            |       | UDF   | Max Roustan            |       | UDF   |
| Les Angles              | Paul Mély              |       | DVD   | Paul Mély              |       | DVD   |
| Bagnols-sur-Cèze        | René Cret              |       | UDF   | René Cret              |       | UDF   |
| Beaucaire               | Jean-Marie André       |       | UDF   | Jean-Marie André       |       | UDF   |
| Bellegarde              | Élie Bataille          |       | RPR   | Élie Bataille          |       | RPR   |
| Bouillargues            | Georges Fourquet       |       | PS    | Georges Fourquet       |       | PS    |
| La Grand-Combe          | Patrick Malavieille    |       | PCF   | Denis Aigon            |       | PCF   |
| Le Grau-du-Roi          | Étienne Mourrut        |       | RPR   | Étienne Mourrut        |       | RPR   |
| Laudun-l'Ardoise        | Christian Prade        |       | PS    | Patrice Prat           |       | MDC   |
| Manduel                 | Michel Gaini           |       | PS    | Marie-Louise Sabatier  |       | PS    |
| Marguerittes            | William Portal         |       | DVD   | William Portal         |       | DVD   |
| Milhaud                 | Jean-Michel Avellaneda |       | DL    | Jean-Michel Avellaneda |       | DL    |
| Nîmes                   | Alain Clary            |       | PCF   | Jean-Paul Fournier     |       | RPR   |
| Pont-Saint-Esprit       | Gilbert Baumet         |       | MDR   | Gilbert Baumet         |       | MDR   |
| Rochefort-du-Gard       | Josette Gautier        |       |       | Jean-Marie Pascal      |       | PRG   |
| Roquemaure              | Guy Vernet             |       | DVD   | Guy Vernet             |       | DVD   |
| Saint-Christol-lès-Alès | Jean Sirvin            |       | PS    | Jean Sirvin            |       | PS    |
| Saint-Gilles            | Roland Gronchi         |       | UDF   | Roland Gronchi         |       | UDF   |
| Uzès                    | Jean-Luc Chapon        |       | PR    | Jean-Luc Chapon        |       | PR    |
| Vauvert                 | Guy Roca               |       | PS    | Guy Roca               |       | PS    |
| Villeneuve-lès-Avignon  | Jean-Marc Roubaud      |       | RPR   | Jean-Marc Roubaud      |       | RPR   |